# Chán Šajchún
Chán Šajchún je město v guvernorátu Idlib. Město se nachází ve výšce 350 metrů nad mořem. V roce 2011 mělo populaci 52 972. Leží na hlavní spojnici mezi Aleppem a Damaškem.